# Asleep
Asleep es una canción de la banda de rock inglesa The Smiths . Fue lanzado como cara B del sencillo " The Boy with the Thorn in His Side " en septiembre de 1985, alcanzando el puesto 23 en la lista de singles del Reino Unido . Aparece en los álbumes recopilatorios The World Won't Listen y Louder Than Bombs, y en la edición de lujo de The Queen Is Dead en 2017.

## Historia
Esta canción fue interpretada en vivo solo una vez el 1 de octubre de 1985, en el Eden Court en Inverness, en el último día de su gira por Escocia en 1985. Se encontró un piano en el escenario durante la prueba de sonido y la administración del lugar se negó a quitarlo del escenario. Morrissey interpretó la canción y al final estaba en el centro del escenario en posición fetal.

## Listado de canciones
Los sencillos originales de 12 pulgadas y CD tienen Rubber Ring y Asleep mezcladas en una pieza continua con la muestra de voz al final de la primera bucleada y desvanecida en el ruido del viento que precede a la última. Descrita por Simon Goddard (en "Songs That Saved Your Life", 2ª edición, p. 154) como una "combinación espectacular" —una sugerencia con la que Johnny Marr está de acuerdo—, esta secuencia cuidadosamente ejecutada solo se encontraba en los sencillos originales de 12 pulgadas y CD, antes del lanzamiento de la remasterización/reedición de "The Queen Is Dead" en 2017, que incluye las mismas canciones con la misma transición como pistas 10 y 11 (respectivamente) de su disco adicional "Additional Recordings". Las dos pistas están separadas en todas las demás compilaciones.

## Listas
| Gráfico (1985)                                           | Cima <br /> posición |
| -------------------------------------------------------- | -------------------- |
| Irlanda ( IRMA )                                         | 15                   |
| Solteros del Reino Unido ( The Official Charts Company ) | 23                   |

## Recepción
Jack Rabid de Allmusic describe "Asleep" como "una canción de cuna" y el sencillo completo como "genial... sólo otra pluma en un gorro con joyas". 

## En la cultura popular
- Aunque "Asleep" no apareció en el original The Queen Is Dead, el personaje principal hace referencia a él varias veces en la novela de Stephen Chbosky de 1999 , The Perks of Being a Wallflower, y también apareció en la adaptación cinematográfica del libro.[1]